# Grodisch
Der Grodisch (altsorbisch Grodišče 'Burgstätte') ist ein Slawischer Burgwall in der Ziltendorfer Niederung im Landkreis Oder-Spree in Brandenburg.
Ursprünglich war es eine etwa 1,5 m hohe Kuppe mit einer Abmessung von ca. 65 × 50 m, die teilweise von einer flachen ca. 15 m breiten Senke umgeben war. Er gehört nach den äußeren Merkmalen zu einer Kategorie kleiner Ringwälle, deren Hauptverbreitungsgebiet die Lausitz ist.
Im 7. bis 10. Jahrhundert befand sich dort eine kleine slawische Siedlung, aus der möglicherweise Ziltendorf hervorgegangen ist.
Diese war noch auf dem Messtischblatt 3753 Brieskow von 1938 als Kulturdenkmal verzeichnet. Nach dem Zweiten Weltkrieg geriet sie mehr und mehr in Vergessenheit und wurde teilweise zerstört. Erst im Jahr 1969 führte das Museum für Ur- und Frühgeschichte Potsdam archäologische Grabungen durch.
„Ursprünglich als kurzfristige Notbergung geplant, weitete sich die Tätigkeit zu einer mehrjährigen planmäßigen Untersuchung des gesamten Burginnenraumes und von Teilen des Walles und des Vorgeländes aus (Abb. 2), wobei besonders die an der West- und Südwestseite der Burg angelegten Schnitte überraschende Ergebnisse zeitigten.“
Die Grabungen brachten gute erhaltene Funde aus organischen Materialien, u. a. einen noch nicht fertiggestellten hölzernen Haken und 19 hölzerne Stielschare zutage.